# José María Morelos (Tapachula)
José María Morelos es una localidad del estado mexicano de Chiapas. Es parte del municipio de Tapachula.

## Toponimia
El nombre de la localidad rinde homenaje a José María Morelos, héroe de la Independencia de México.

## Demografía
| Gráfica de evolución demográfica |
|                                  |

| Censo | Población |
| ----- | --------- |
| 1940  | 122       |
| 1950  | 147       |
| 1960  | 625       |
| 1970  | 602       |
| 1980  | 1 053     |
| 1990  | 1 335     |
| 2000  | 1 592     |
| 2010  | 1 717     |
| 2020  | 1 890     |